# Liohippelates nigrivertex
Liohippelates nigrivertex är en tvåvingeart som beskrevs av Oswald Duda 1936. Liohippelates nigrivertex ingår i släktet Liohippelates och familjen fritflugor. Inga underarter finns listade i Catalogue of Life.